# برتیسلاف دولیشی
برتیسلاف دولیشی (چکی: Břetislav Dolejší؛ ۲۶ سپتامبر ۱۹۲۸ – ۲۸ اکتبر ۲۰۱۰) یک بازیکن فوتبال اهل چکسلواکی بود.

## باشگاهی
از باشگاه‌هایی که در آن بازی کرده‌است می‌توان به دوکلا پراگ و باشگاه فوتبال اسلاویا پراگ اشاره کرد.

## تیم ملی
وی سابقه ۱۸ بازی برای تیم ملی فوتبال چکسلواکی را در کارنامه دارد.